# Zinoro
Zinoro (之诺) — премиальное подразделение BMW Brilliance, а также одноимённая серия электромобилей данной торговой марки. Базируется на выпуске аккумуляторных электромобилей.

## Продукция

### Zinoro 1E
Zinoro 1E является электромобилем на базе BMW E84. Впервые был представлен в 2013 году на автосалоне в Гуанчжоу.
Zinoro 1E оснащался электродвигателем крутящим моментом 250 Н·м, который питается от литий-железо-фосфатного аккумулятора с запасом хода 150 км. Зарядка аккумулятора происходит за 7,5 часов. Максимальная скорость ограничена до 130 км/ч.
С начала 2014 года автомобиль продавался в Пекине и Шанхае. Также компания Zinoro открыла завод в Шэньяне. Стоимость аренды составляла от 400 юаней в день до 7400 юаней в месяц.

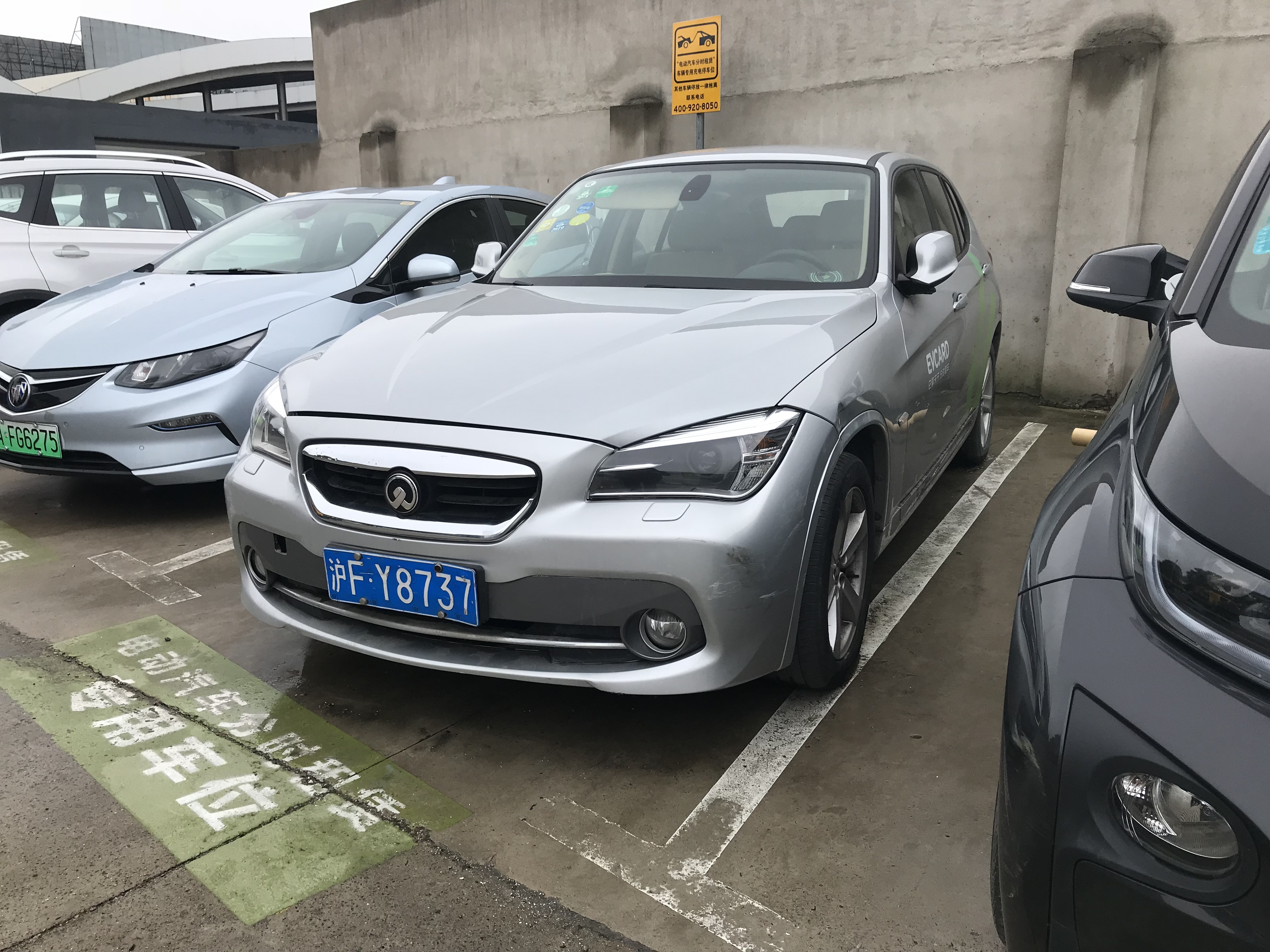
Zinoro 1E
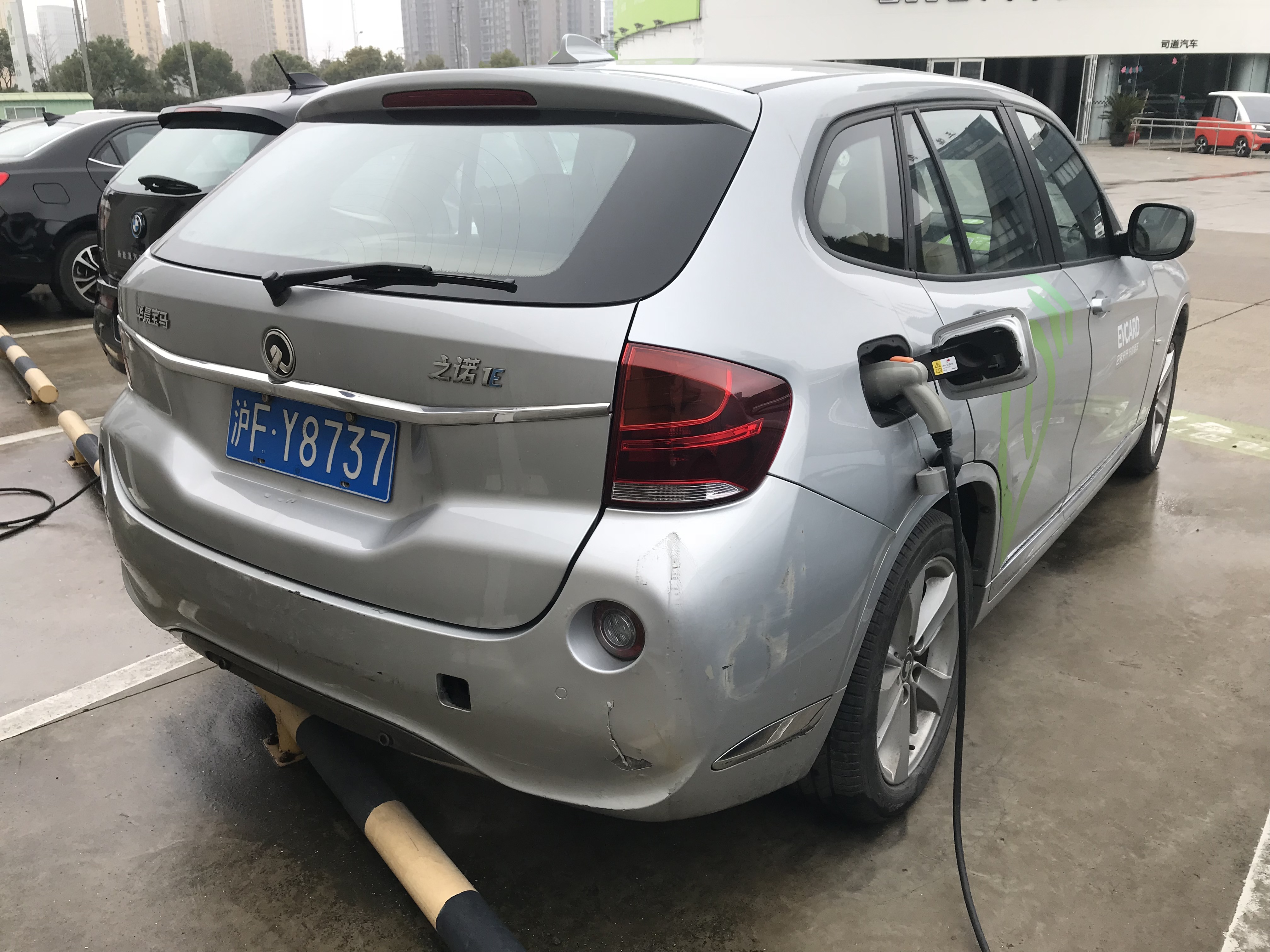
Zinoro 1E на зарядке, вид сзади

### Zinoro 60H
Zinoro 60H (6060H) является подзаряжаемым гибридом на базе BMW F48 с длинной колёсной базой. Прототипом являлся Zinoro Concept Next, выпущенный в 2016 году.

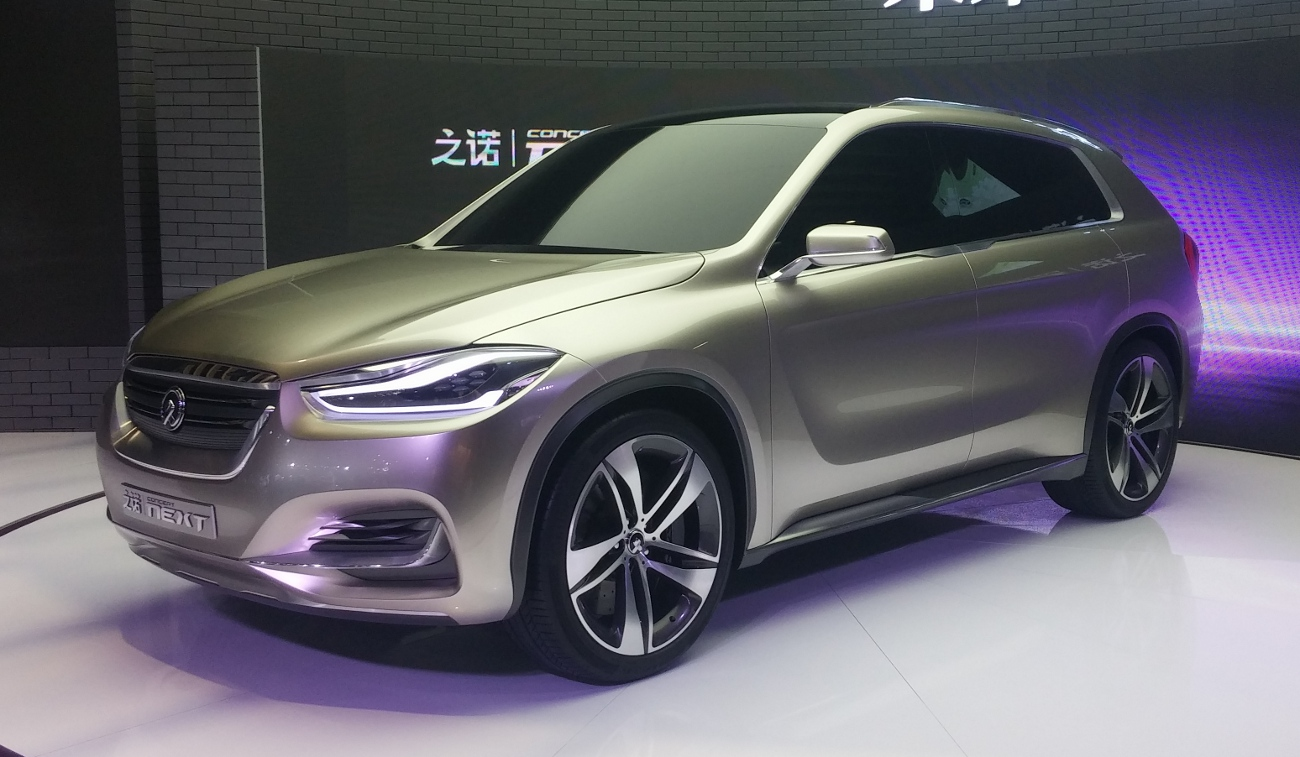
Zinoro Concept Next
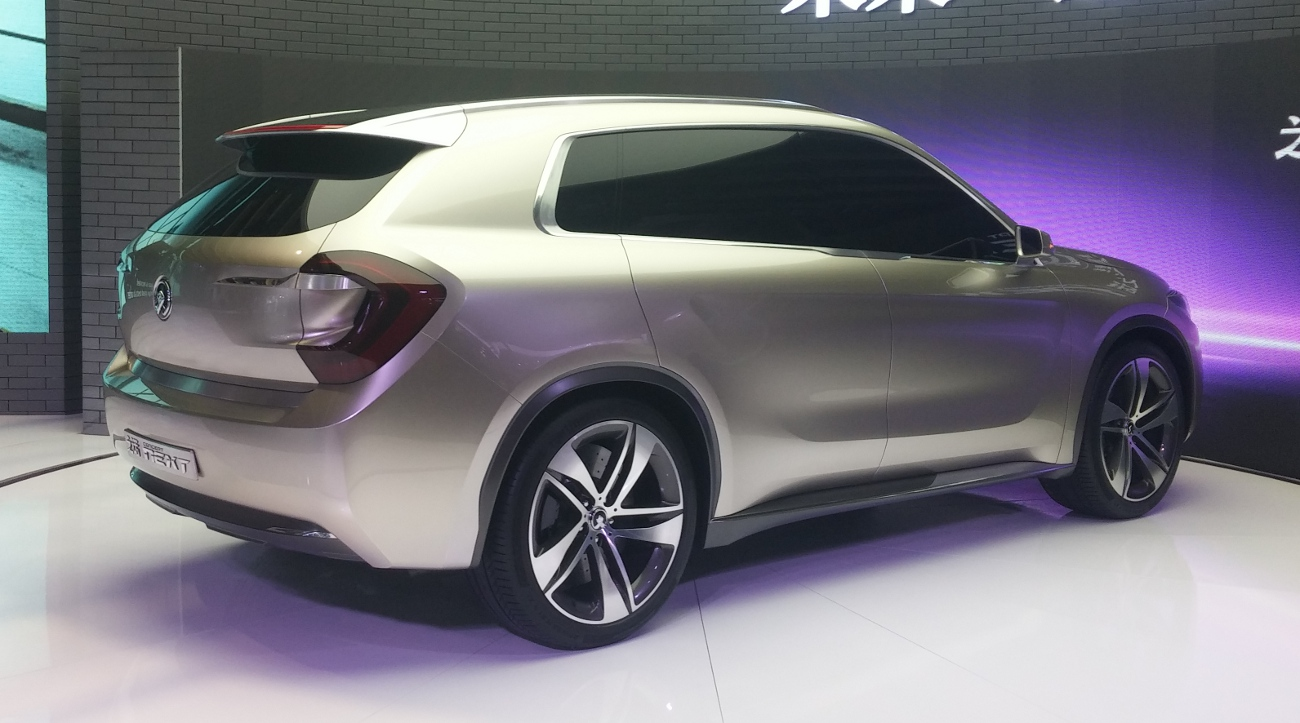
Zinoro Concept Next, вид сзади
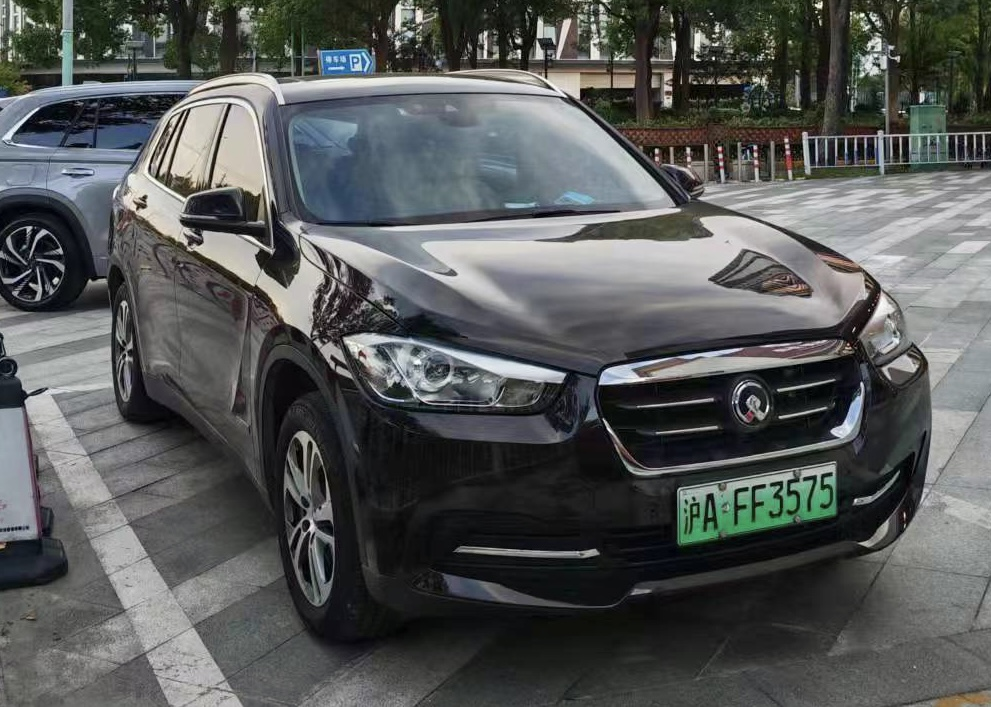
Zinoro 60H
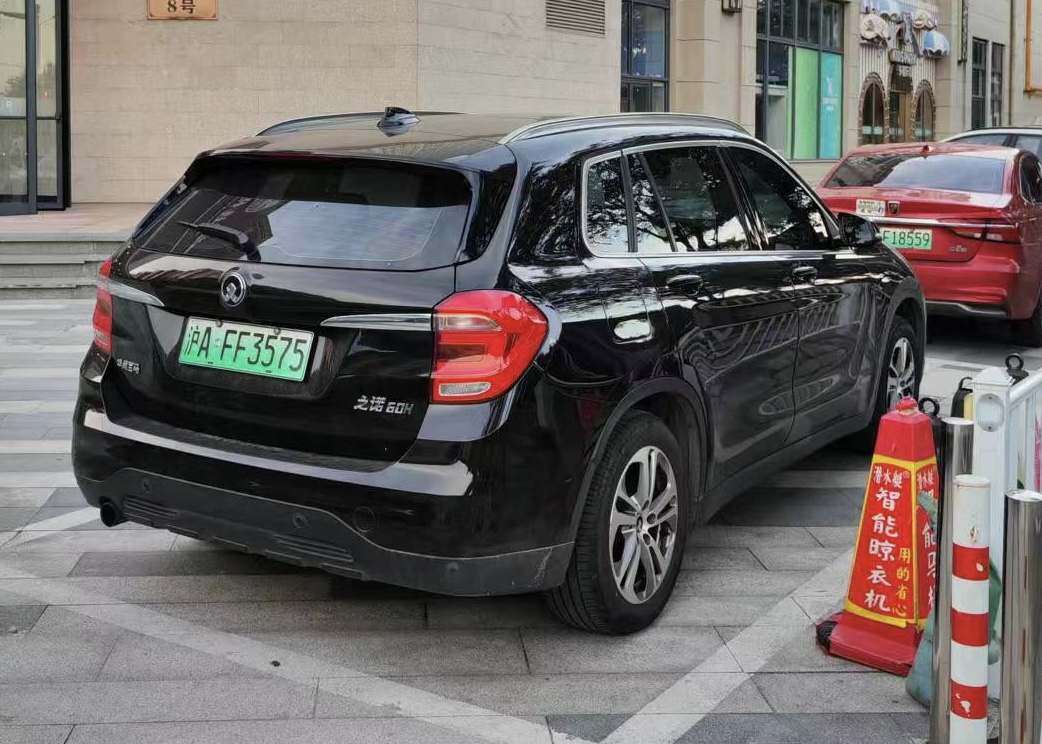
Zinoro 60H